# خدای جنگ (فیلم)
خدای جنگ فیلم ایرانی محصول ۱۴۰۳ به کارگردانی حسین دارابی و تهیه‌کنندگی سعید سعدی است. خدای جنگ سومین فیلم بلند دارابی در مقام کارگردان است که برای نخستین بار در چهل و سومین دوره جشنواره فیلم فجر اکران شد. 
این فیلم علی‌رغم مورد توجه قرار گرفتن در  چهل و سومین دوره جشنواره فیلم فجر توسط مردم و منتقدان اما از کسب جایزه محروم شد.
این فیلم که به داستان اولین پرتاب موشک ایران می‌پردازد، توسط سازمان هنری رسانه‌ای اوج تهیه شده است و اولین پخش آن در سال ۱۴۰۴ از صدا و سیمای جمهوری اسلامی ایران  بوده است.

## خلاصه داستان
این فیلم به نویسندگی احسان ثقفی، روایتی حساس از یک اتفاق تاریخی و مهم معاصر را در جنگ ایران و عراق پیرامون آغازین روزهای ایجاد یگان موشکی نیروهای مسلح ایران با محوریت حسن طهرانی مقدم به تصویر می‌کشد. شخصیت حسن طهرانی مقدم در این فیلم به‌صورت مستقیم حضور ندارد و این اتفاق از زاویه نگاه یکی از همرزمان وی (با بازی ساعد سهیلی) روایت می‌شود.
فیلم خدای جنگ روایتی از یک اتفاق واقعی و مهم معاصر در حوزه پیشرفت‌های موشکی ایران را به تصویر کشیده است. طبق شنیده‌های قدیمی، خدای جنگ عنوانی است که آمریکایی‌ها به موشکی که ایران در زمان جنگ تحمیلی با اتکا بر توان داخلی تولید کرد، دادند. 

## بازیگران[۱۳]
- ساعد سهیلی
- داریوش کاردان
- حسین سلیمانی
- پیام احمدی‌نیا
- نادر فلاح
- سید مهدی حسینی
- مهدی فریضه
- دانیال نوروش
- پیمان پورنیکدست
- علی دل‌پیشه
- آزاده سیفی
- عبدالرضا نصاری
- بهار داورزنی
- محمدرضا سروستانی
- هومن دارابی
- احمد یاوری
- کبری گودرزی
- عمار شلق

## موقعیت مکانی فیلمبرداری
فیلمبرداری مربوط به این فیلم سینمایی در شهرک سینمایی دفاع مقدس انجام گردید. سپس این فیلم وارد مراحل فنی گردید و بر روی میز تدوین قرار گرفت.

## رونمایی
در آستانه برگزاری چهل و سومین دوره جشنواره فیلم فجر، پوستر فیلم سینمایی «خدای جنگ» با طراحی محمد شکیبا رونمایی گردید.